# Higginsia tanekea
Higginsia tanekea är en svampdjursart som beskrevs av Hooper och Claude Lévi 1993. Higginsia tanekea ingår i släktet Higginsia och familjen Heteroxyidae.
Artens utbredningsområde är havet kring Nya Kaledonien. Inga underarter finns listade i Catalogue of Life.